# ام‌وی کورال
ام‌وی کورال (به انگلیسی: MV Coral) یک کشتی است که طول آن ۱۴۸ متر (۴۸۶ فوت) می‌باشد. این کشتی در سال ۱۹۷۱ ساخته شد.